# Kimberley Oden
Pour les articles homonymes, voir Oden (homonymie).
Kimberley Oden, née le 6 mai 1964 à Birmingham, est une joueuse de volley-ball américaine.

## Carrière
Kimberley Oden participe aux Jeux olympiques de 1992 à Barcelone et remporte la médaille de bronze avec l'équipe américaine composée de Paula Weishoff, Yoko Zetterlund, Elaina Oden, Liane Sato, Teee Sanders, Caren Kemner, Ruth Lawanson, Tammy Liley, Janet Cobbs, Tara Cross-Battle et Lori Endicott.